# Diatessaron
Een Diatessaron ("een uit vier") is een evangeliën-harmonie, een samenvoeging van de vier canonieke evangeliën van Matteüs, Marcus, Lucas en Johannes. De tekst verhaalt het leven van Jezus in een chronologische volgorde waarbij de vier evangelisten elkaar als zegsman afwisselen. Het is dus geen synopsis waar de evangeliën naast elkaar worden geplaatst om vergelijking makkelijker te maken. Naast de Latijnse diatessara was dit type verhaal vrij populair in de volkstalige literatuur in de late middeleeuwen. Er zijn 37 oude handschriften in het Middelnederlands, 32 in het Duits, 32 in het Italiaans en één in het Engels bestudeerd en daarnaast zijn er nog meer dan honderd andere handschriften in het vernaculair bewaard gebleven.

## Het diatessaron van Tatianus
Het waarschijnlijk oudste diatessaron werd geschreven door Tatianus omstreeks 170. De tekst van Tatianus is verloren gegaan en men weet zelfs niet met zekerheid in welke taal deze harmonie geschreven was. De harmonie van Tatianus werd vermeld door Eusebius, Hist. Eccles. IV XXIX, die eraan toevoegde dat het geschrift nog gebruikt werd door sommige mensen. Tatianus was een leerling van Justinus de Martelaar, die in zijn geschriften herhaaldelijk verwees naar de apomnemoneumata (herinneringen of memoires) van de apostelen. Hier lag misschien de basis van Tatianus' diatessaron.
We kennen het werk dus uitsluitend door oude referenties in het Syrisch en het Arabisch. De belangrijkste daarvan zijn een commentaar op het diatessaron van de hand van de Syrische kerkvader Efrem (373) en een Arabische vertaling die waarschijnlijk teruggaat tot de elfde eeuw. De tekst was zeer belangrijk in de Syrische kerken en bij de Arabischsprekende christenen. In de vijfde eeuw was het werk nog steeds in gebruik in de Syrische kerken zoals blijkt uit een ordonnantie van Theodoretus van Cyrrhus om meer dan tweehonderd exemplaren van het boek die nog in gebruik waren in zijn diocees te vervangen door de canonieke evangeliën.
Er is op het vakgebied van de eenentwintigste eeuw discussie of en in hoeverre Tatianus ook teksten uit tradities buiten die van de canonieke evangeliën in zijn diatessaron opnam, zoals uit joods-christelijke evangeliën. Het gaat dan bijvoorbeeld om het evangelie van de Hebreeën. Deze tekst maakt zelf deel uit de zich ontwikkelende traditie van de evangeliën-harmonie. In het diatessaron van Tatianus is bijvoorbeeld sprake van de aanwezigheid van een vuur of licht bij de doop van Jezus in de Jordaan. Die notie komt niet voor in de tekst van de canonieke evangeliën, maar wel in het evangelie van de Hebreeën. 
Het diatessaron had een aanzienlijke verspreiding binnen het manicheisme. Het werd vanaf de derde eeuw door Mani en zijn opvolgers gebruikt als een tekst voor het onderricht in de leer en het leven van Jezus. Het aantal van tweeënzeventig bisschoppen in de manichese kerk is gerelateerd aan de tekst in het diatessaron dat Jezus hetzelfde aantal discipelen uitzond.
In tegenstelling tot de gedocumenteerde populariteit in de Syrische gemeenschap zijn er geen berichten over het gebruik van het diatessaron in de Griekssprekende gemeenschappen van de vroege kerk en evenmin voor de Latijnsprekende gemeenschappen in Noord-Afrika, Italië, Gallië, Duitsland en de rest van West-Europa.
Gilles Quispel stelde in 1971 dat in het Luikse diatessaron sporen te vinden waren van het zogenoemde evangelie van Thomas, maar dit wordt vandaag vrij algemeen verworpen.

## Codex Fuldensis
Ook al zijn er weinig of geen bronnen die het gebruik in het westen aantonen, weten we zeker dat het diatessaron zijn weg vond naar de Latijnse gebieden. De codex Fuldensis is het oudste bewaarde voorbeeld van een diatessaron, dat geschreven werd in het Latijn in opdracht van Victor, de bisschop van Capua in 547 en in 745 door St. Bonifatius aan de abdij van Fulda werd geschonken, waar het tot op vandaag bewaard wordt. Victor getuigde zelf in een proloog dat zijn evangeliënharmonie gebaseerd was op het diatessaron van Tatianus, maar de studie van het manuscript uit Fulda heeft aangetoond dat de tekst van Victor een mooi voorbeeld is van een vroege Vulgaat. De Codex Fuldensis heeft dus weinig met het oude diatessaron van Tatianus te maken.

## Oudlatijnse Diatessaron
Daniël Plooij lanceerde kort na 1920 het idee dat het Luikse diatessaron zou gemaakt zijn met het diatessaron van Tatianus als voorbeeld. Hij baseerde zijn uitspraken op kleine verschillen tussen de tekstgedeeltes in de Codex Fuldensis en het Luikse diatessaron. Die verschillen zouden het gevolg zijn van een vertaling gebaseerd op een "Oudlatijns diatessaron" dat gebaseerd zou geweest zijn op een Oudlatijnse vertaling van het diatessaron van Tatianus, gebaseerd op versies van de evangeliën die aan de Vulgaat voorafgingen. De onderzoekers vonden dergelijke afwijkende teksten in tientallen handschriften geschreven in verschillende vernaculaire talen, gaande van het Oudsyrisch over het Middelnederlands tot het renaissance Italiaans. De methode hield in dat men evangelieharmonieën ging vergelijken met de codex Fuldensis. Voor afwijkende teksten werden dan parallellen opgezocht in de evangeliëntradities, voornamelijk in teksten die geacht werden verwant te zijn aan oosterse diatessara. Op die manier werd de schets van een tekst samengesteld die dan het Oudlatijnse diatessaron zou moeten zijn. Er werd nooit een kopie van een dergelijke tekst gevonden en evenmin zijn er historische verwijzingen naar een dergelijke tekst. Recente studies noemen dit dan ook een postulaat van de onderzoekers.
Recent onderzoek toonde zeer duidelijk de risico's van het gevoerde diatessaron-onderzoek. In zijn studie van 1919 vond H.J. Vogels 44 verschillen tussen de Codex Fuldensis en de Codex Cassellanus uit de 9e eeuw. Vogels baseerde zich voor zijn studie op gedrukte edities van de werken. Voor die 44 verschillen werden parallellen gevonden in oude evangelieteksten en ze werden aangemerkt als teksten uit de Oudlatijnse diatessaron. Een recente vergelijking van deze 44 verschillen met de tekst in het originele handschrift toonde aan dat 24 verschillen te wijten waren aan fouten in de editie van de Codex Cassellanus. Als meer dan 50% van de verschillen aan het toeval te wijten waren, kan men statistisch weinig belang toekennen aan de twintig overige verschillen. Bovendien moet men bedenken wat het aantal fouten is dat door het continue kopiëren van manuscripten tussen de zesde en de veertiende eeuw werd geïntroduceerd en hoeveel daarvan als "Oudlatijnse" afwijkingen werd gecatalogeerd.

## Het Griekse fragment uit Dura

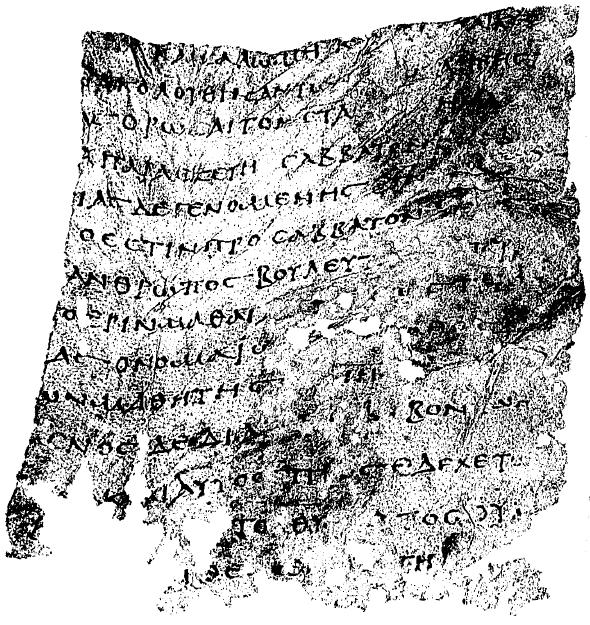
Kopie van perkament 24 uit Dura

In 1933 vonden archeologen in Dura-Europos een perkament dat daar voor 256-257 begraven raakte. Carl Hermann Kraeling (Brooklyn, 1897) publiceerde dit in 1935 onder de titel A Greek Fragment of Tatian's Diatessaron From Dura (Een Grieks fragment uit Dura van het Diatessaron van Tatianus). Aanvankelijk waren de geleerden het erover eens dat dit fragment verwant was aan het diatessaron van Tatianus, maar recent onderzoek (1999) spreekt dit tegen. Andere onderzoekers blijven vasthouden aan de these van Kraeling.
Het Griekse fragment van 14 regels is opgebouwd uit fragmenten van alle vier de evangeliën:
| Grieks                                         | Statenvertaling editie 1977                                   | verwijzingen                         |
| ---------------------------------------------- | ------------------------------------------------------------- | ------------------------------------ |
| Ζεβεδαίου / καὶ Σαλώμη / καὶ γυναικες          | ... van Zebedeüs / en Salome / en de vrouwen                  | Mt. 27:56 / Mk. 15:40 / Lk. 23:49b-c |
| αἱ συνακολουθοῦσαι αὐτῷ ἀπὸ τῆς                | die Hem te zamen gevolgd waren van                            |                                      |
| Γαλιλαίας ὁρῶσαι ταῦτα / καὶ                   | Galilea, en zagen dit aan. / En                               | Lk. 23:54                            |
| ἡμέρα ἦν παρασκευῆς καὶ σάββατον ἐπέϕω-        | het was de dag der voorbereiding en de sabbat nader-          |                                      |
| σκεν / ὀψίας δὲ γενομένης / ἐπεὶ ἠν παρασ-     | de. / En toen het avond geworden was / daar het de voorberei- | Mt. 27:57 Mk. 15:42                  |
| κευή, ὅ ἐστι προσάββατον /                     | ding was, welke is de voorsabbat,                             |                                      |
| ἦλθεν ἄνθρωπος πλούσιος / βουλευτὴς ὑπάρχων    | kwam een rijk man, / een raadsheer,                           | Mt. 27:57 / Lk. 23:50                |
| ἀπὸ Ἀριμαθαίας / πόλεως τῶν                    | van Arimathéa, / een stad der                                 | [Mt. 27:57] / Lk. 23:51              |
| Ἰουδαίων / τοὔνομα Ἰωσὴϕ / ἀνὴρ ἄγαθος καὶ δί- | Joden, / met name Jozef, / een goed en recht-                 | Mt. 27:57 / Lk. 23:50a / Lk. 23:50c  |
| καιος / ὣν μαθητὴς τοῦ Ἰησοῦ κε-               | vaardig man, / die een discipel van Jezus was maar be-        | Jh. 19:38                            |
| κρυμμένος δὲ διὰ τὸν φόβον τῶν                 | dekt uit vrees voor de                                        |                                      |
| Ἰουδαίων / καὶ αὐτὸς / προσεδέχετο             | Joden / en die ook zelf / verwachtte                          | Mt. 27:57 / Lk. 23:51b               |
| τὴν βασιλείαν τοῦ θεοῦ, / οὗτος ούκ            | het koninkrijk Gods, / deze had niet                          | Lk. 23:51a                           |
| ἦν συνκατατεθειμένος τῇ βουλῇ                  | bewilligd in hun raad …                                       |                                      |

## Het Diatessaron in het Nederlands
In het Nederlands taalgebied is er het Limburgse Leven van Jesus of Luikse diatessaron, een manuscript uit 1300 waarvan werd gedacht dat het gebaseerd is op een Oudlatijnse versie van het Diatessaron van Tatianus (Robinson, Plooij, Baumstark, Quispel  e.a.), maar dit wordt in de moderne studies sterk betwijfeld. Dit werk opende de rij van een ganse reeks diatessara in het Middelnederlands. Het kreeg grote bekendheid bij de onderzoekers door de associatie met het diatessaron van Tatianus, maar ook als deze link wegvalt blijft het een mijlpaal in de Middelnederlandse literatuur. Het staat op hetzelfde niveau als het kunstproza uit de Brabantse mystiek. De auteur verstond de kunst van het vertalen en schreef in een vloeiend Nederlands en vertaalde blijkbaar met groot gemak de Latijnse tekst zonder stroef en gekunsteld te worden in zijn Middelnederlands.

## Andere diatessara
De Heliand is een religieus episch gedicht over het leven van Jezus Christus, geschreven in het Oudsaksisch, omstreeks het jaar 825. Het gedicht, geeft een indruk van de didactische wijze waarop het christendom in de noordwestelijke Germaanse gebieden, waaronder het noorden en oosten van het huidige Nederland, ingang heeft gevonden. De dichter baseert zijn verhaal op de vier evangeliën, maar hij plaatst het leven van Jezus in een eigentijdse, Germaanse context. Hij schetst Christus als een adellijke heer die met zijn vazallen van burcht naar burcht trekt. Het landschap en klimaat in dit verhaal zijn West-Europees. Ook worden begrippen gebruikt, die oorspronkelijk in de Germaanse mythologie thuishoren, zoals het noodlotsbegrip Wyrd en Midgaard. De tekst volgt in grote lijnen het verhaal van de Codex Fuldensis. Vroeger werd dit werk ook gezien als een navolging van het diatessaron van Tatianus maar ook dit wordt in recente studies in twijfel getrokken.